# Эйкенс, Франс
Франс Эйкенс (нидерл. Frans Ykens; 17 апреля 1601[…], Антверпен, Брабант — 1693[…], Брюссель) — фламандский художник, мастер натюрмортов с цветами и фруктами и натюрмортов-гирлянд. 

## Биография

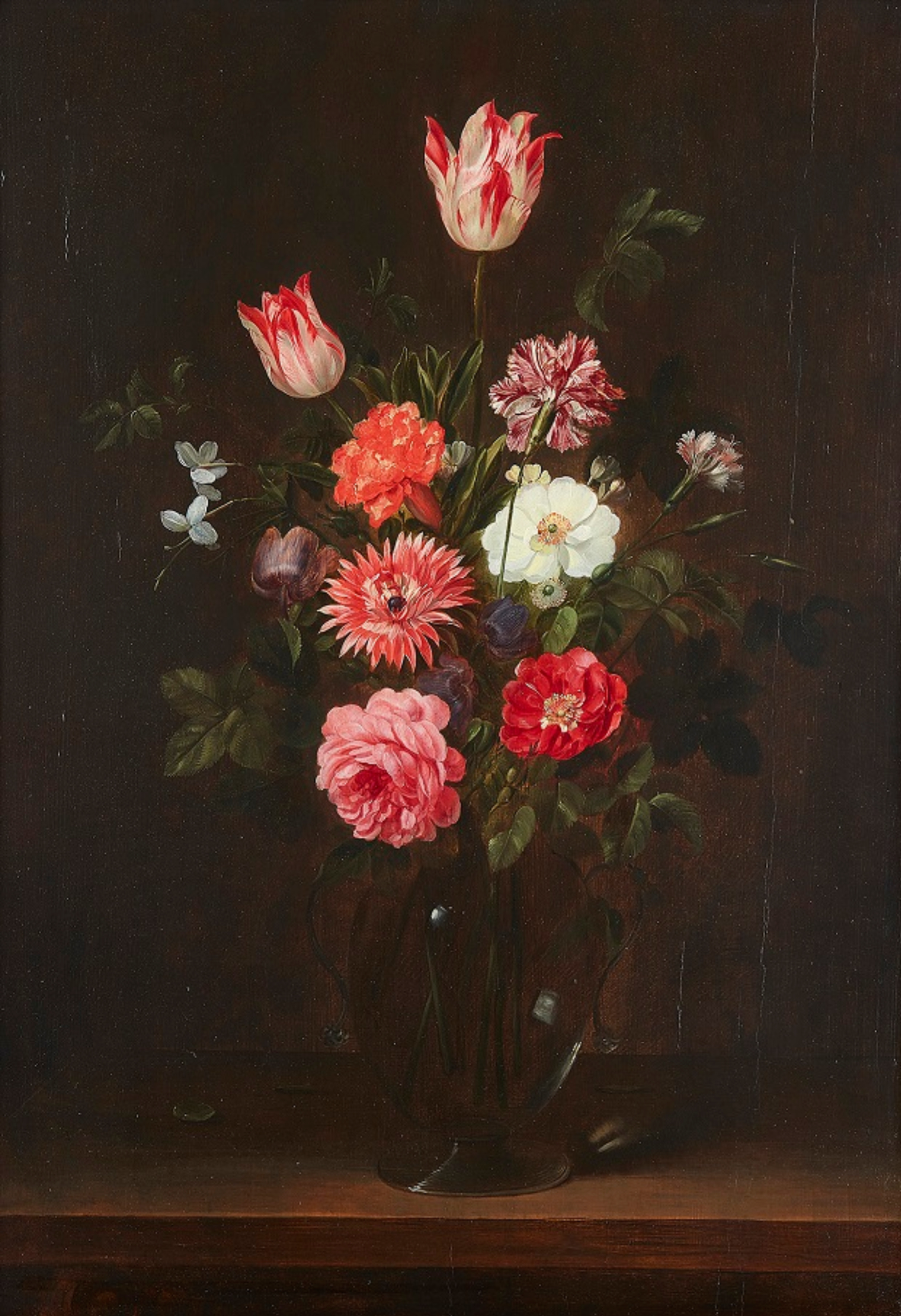
Букет из тюльпанов, роз и гвоздик в стеклянной вазе.

Родился в 1601 году в Антверпене в семье Франса Эйкенса-Старшего и Йоханны Нис, и был крещён 17 апреля 1601 года в церкви Святой Вальбурги в том же городе. Дядей Франса являлся художник Осиас Берт, один из основоположников фламандской школы натюрморта, к обучению у которого он приступил в возрасте 14 лет. Другим его учителем был исторический живописец Лукас Флоке-Старший. 
Около 1629 года, согласно сохранившимся документам, посетил Прованс, побывав в Экс-ан-Провансе и Марселе.
В 1631 году, в возрасте примерно 30 лет, Эйкенс вступил в антверпенскую гильдию Святого Луки в качестве самостоятельного художника (мастера). В 1635 году он женился на художнице Катарине Флоке, дочери его учителя Лукаса. Три её брата также являлись художниками. 
В этот период творчества Икенс добился значительного признания и успеха. Его ключевыми заказчиками были Леопольд Вильгельм Австрийский, штатгальтер Испанских Нидерландов, резиденция которого находилась в Брюсселе, и Элеонора Мария Австрийская, королева Польши. Ещё одним ценителем творчества Эйкенса был Питер Пауль Рубенс, в личное художественное собрание которого входило целых шесть его натюрмортов. 
В 1665 году Эйкенс окончательно перебрался из Антверпена в Брюссель, чтобы быть поближе к штатгальтерскому двору.
Скончался в 1693 году в Брюсселе.

## Творчество
Эйкенс специализировался на написании натюрмортов с цветами и фруктами, однако, он также писал натюрморты с битой дичью и рыбой. Он нередко сотрудничал с другими художниками того времени, в частности, с Якобом Йордансом, а возможно и с Рубенсом, отвечая за изображение цветов на их полотнах. 
Эйкенс также создавал картины, представлявшие собой религиозные или иные изображения в обрамлении цветочных гирлянд или венков, так называемые «натюрморты-гирлянды» — жанр, популярный во Фландрии XVII столетия. При этом изображение в центре венка нередко выполнялось другим художником. 
Эйкенс как правило подписывал свои работы, что упрощает их идентификацию.

## Галерея

### Натюрморты-гирлянды

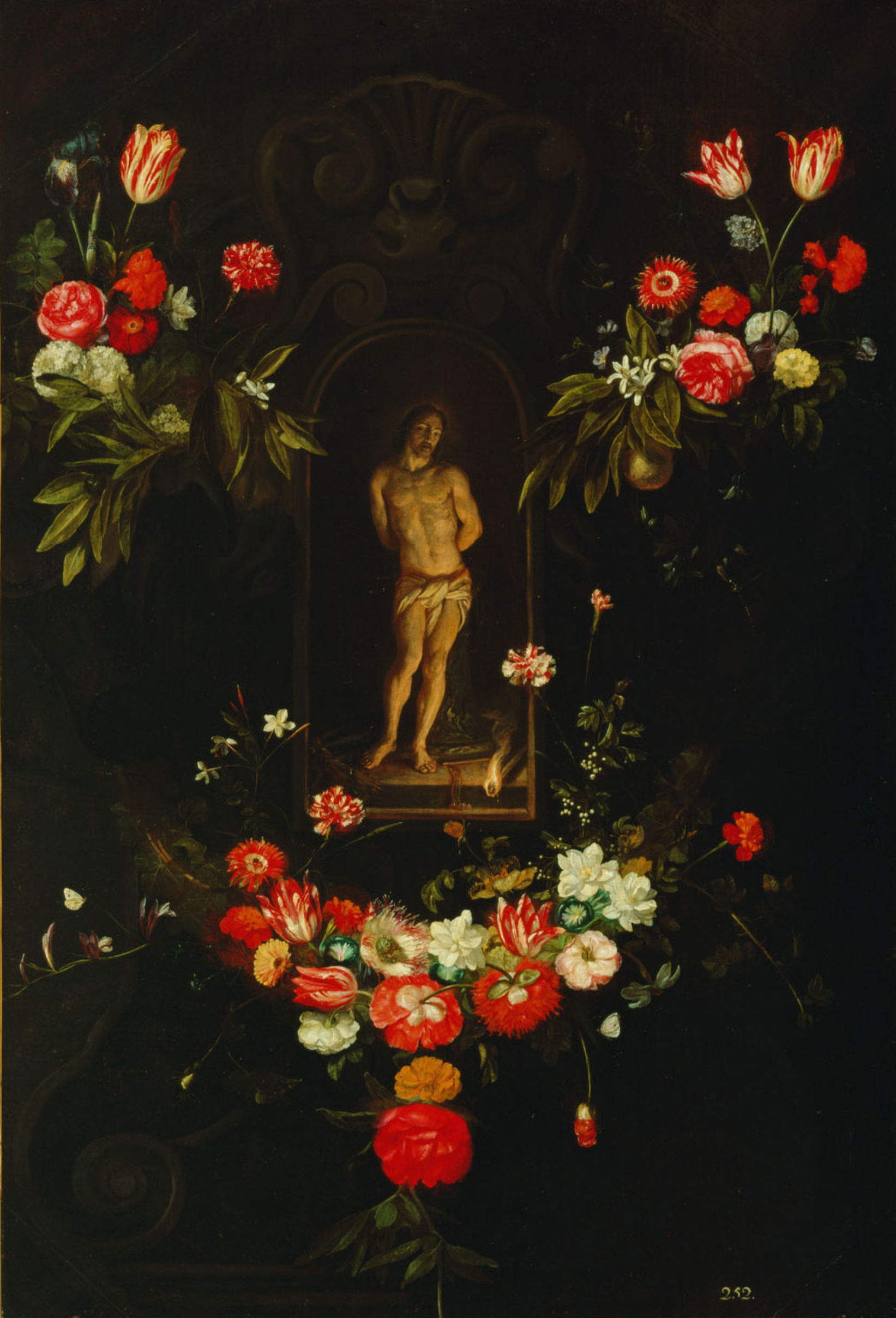
Бичевание Христа (автор центральной композиции — Ян ван ден Хукке). Музей истории искусств, Вена.
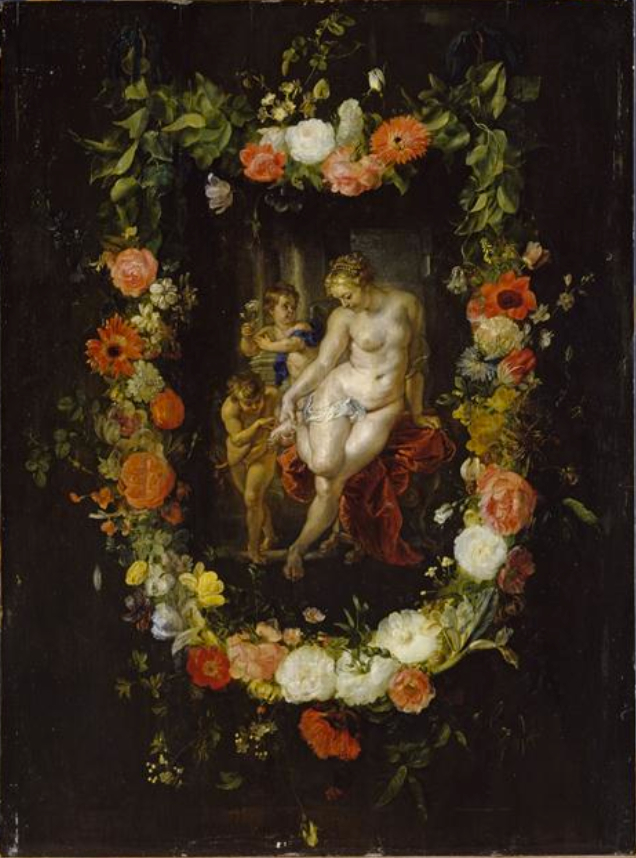
Рождение алой розы (Легенда об Афродите и Розе), автор центральной композиции — Корнелис Схют-Старший), Художественный музей Шверина
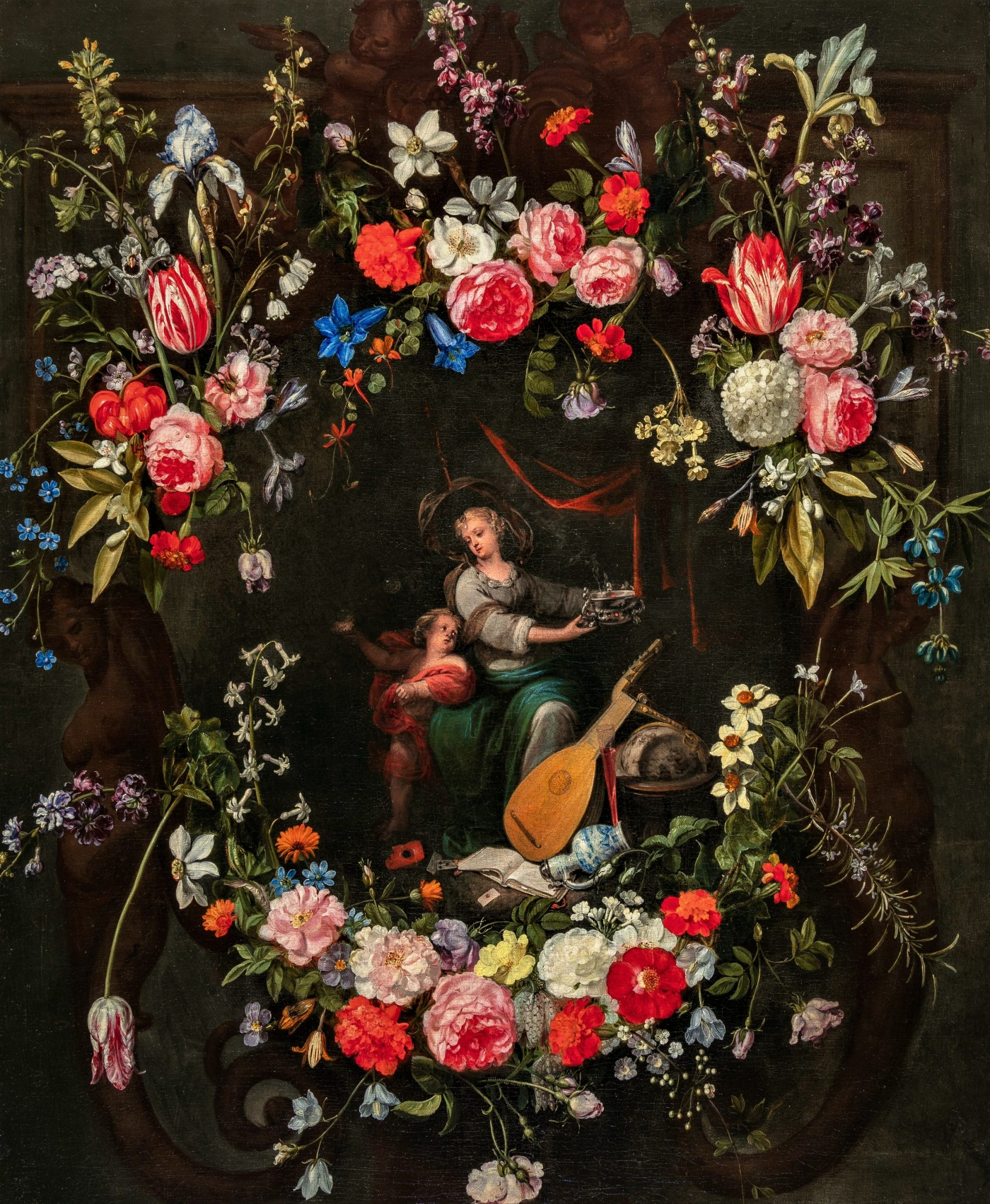
Аллегория Тщеты всего сущего
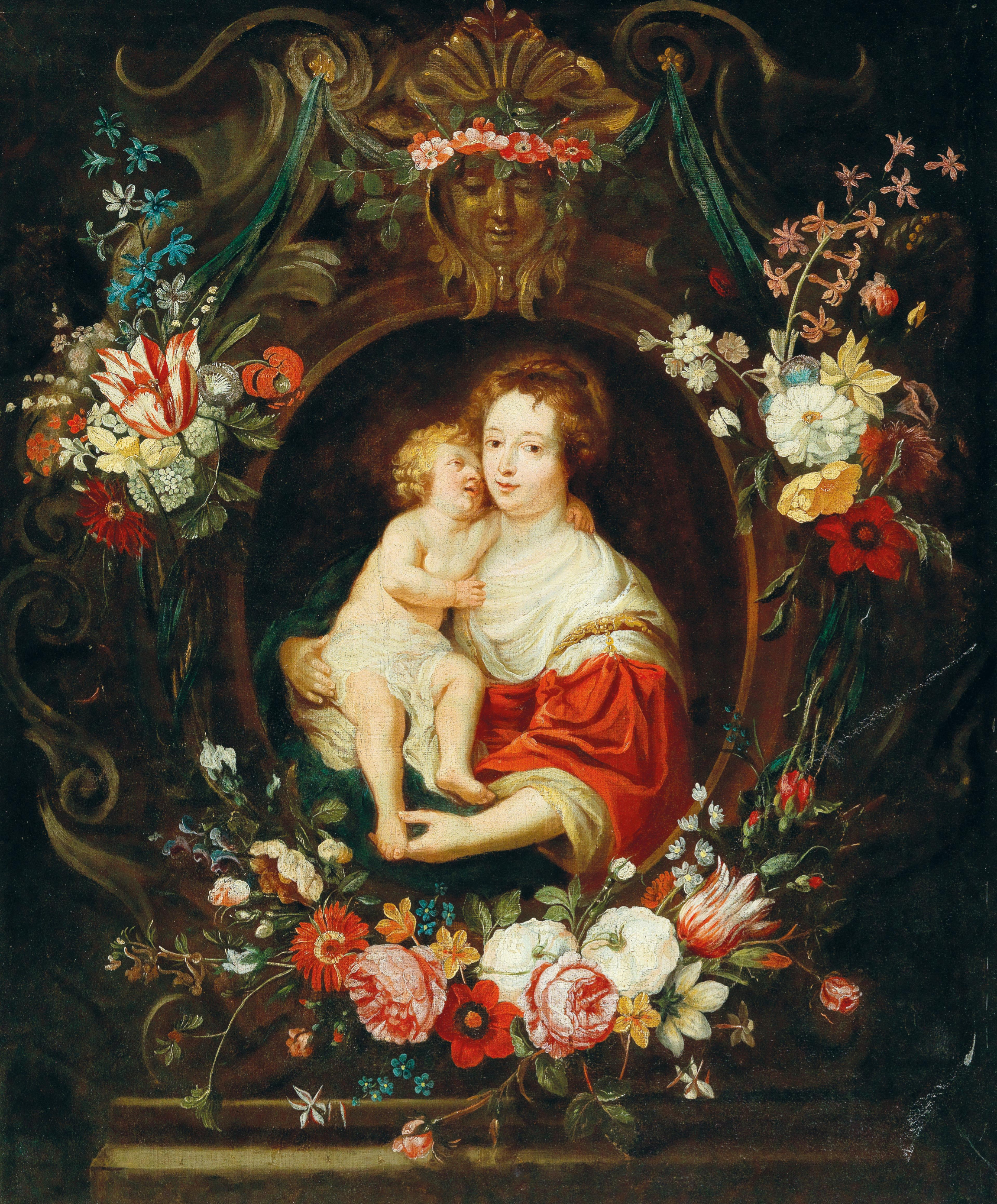
Мадонна с младенцем (автор центральной композиции — Корнелис Схют-Старший), частное собрание
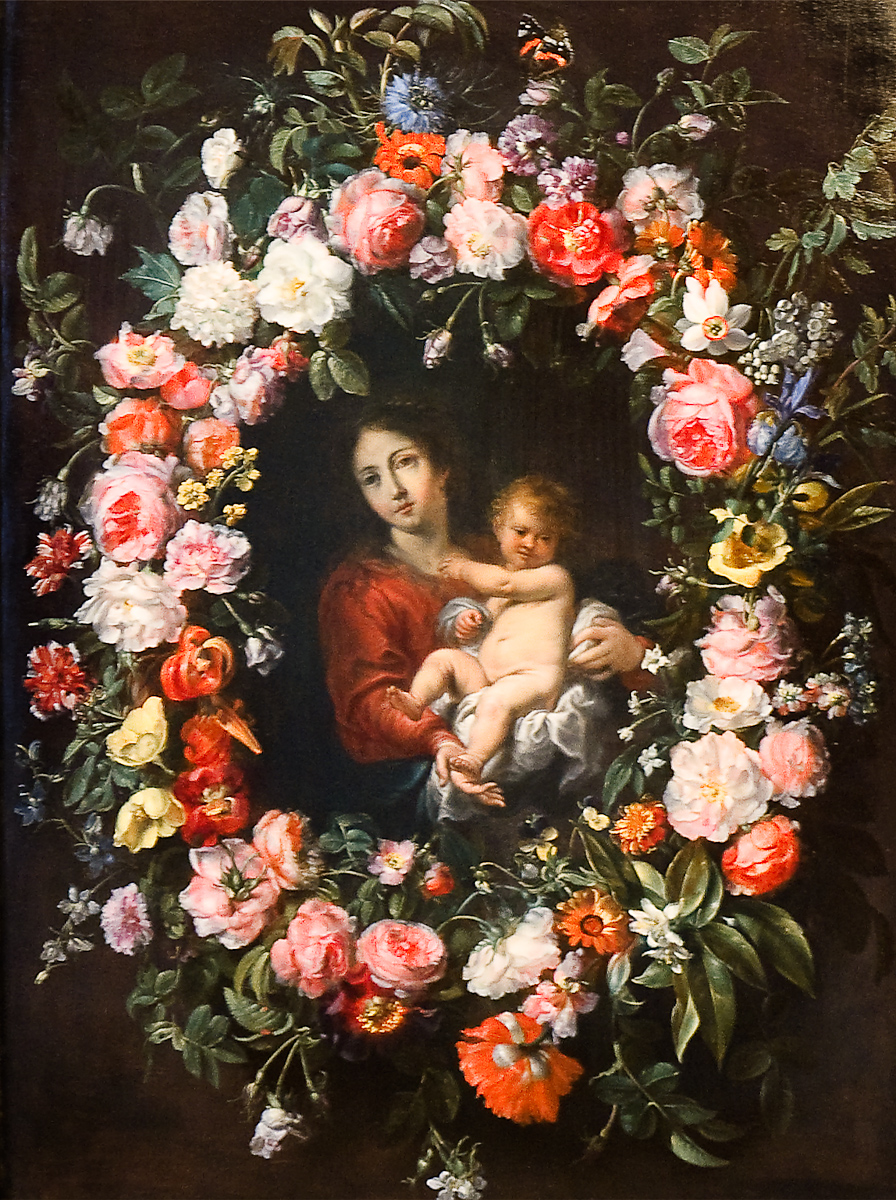
Мадонна с младенцем
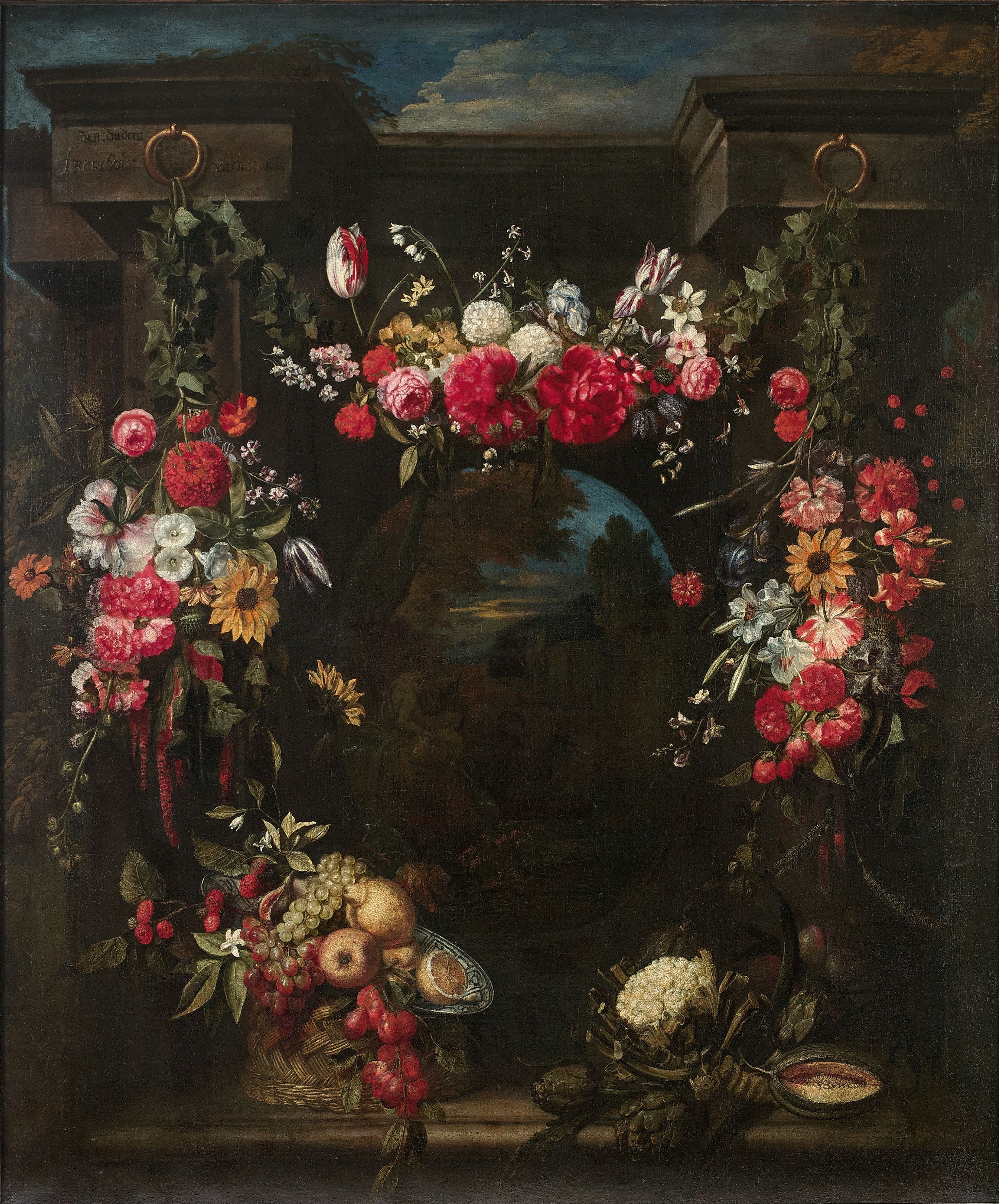
Речной бог, частное собрание
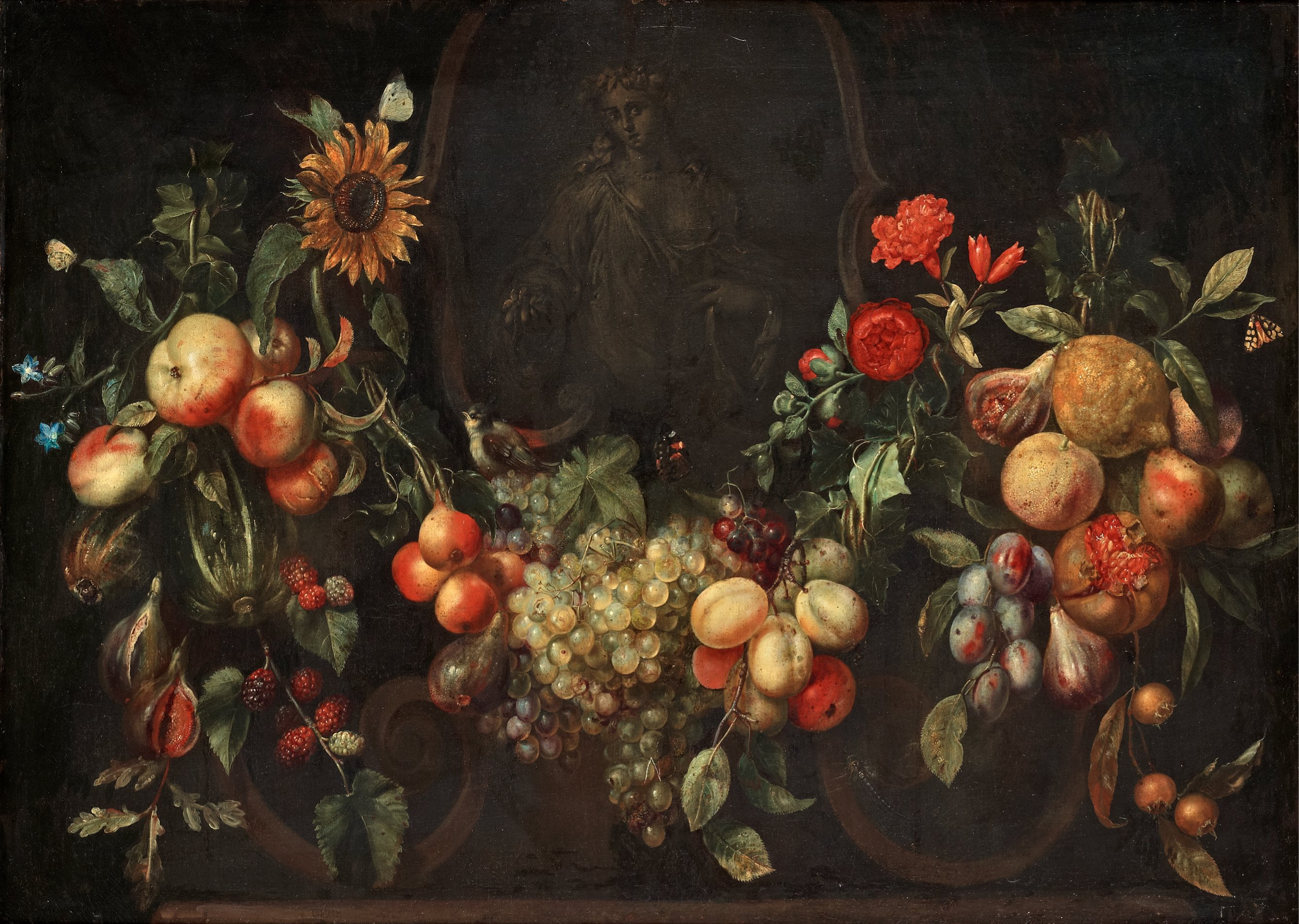
Неизвестный сюжет, частное собрание
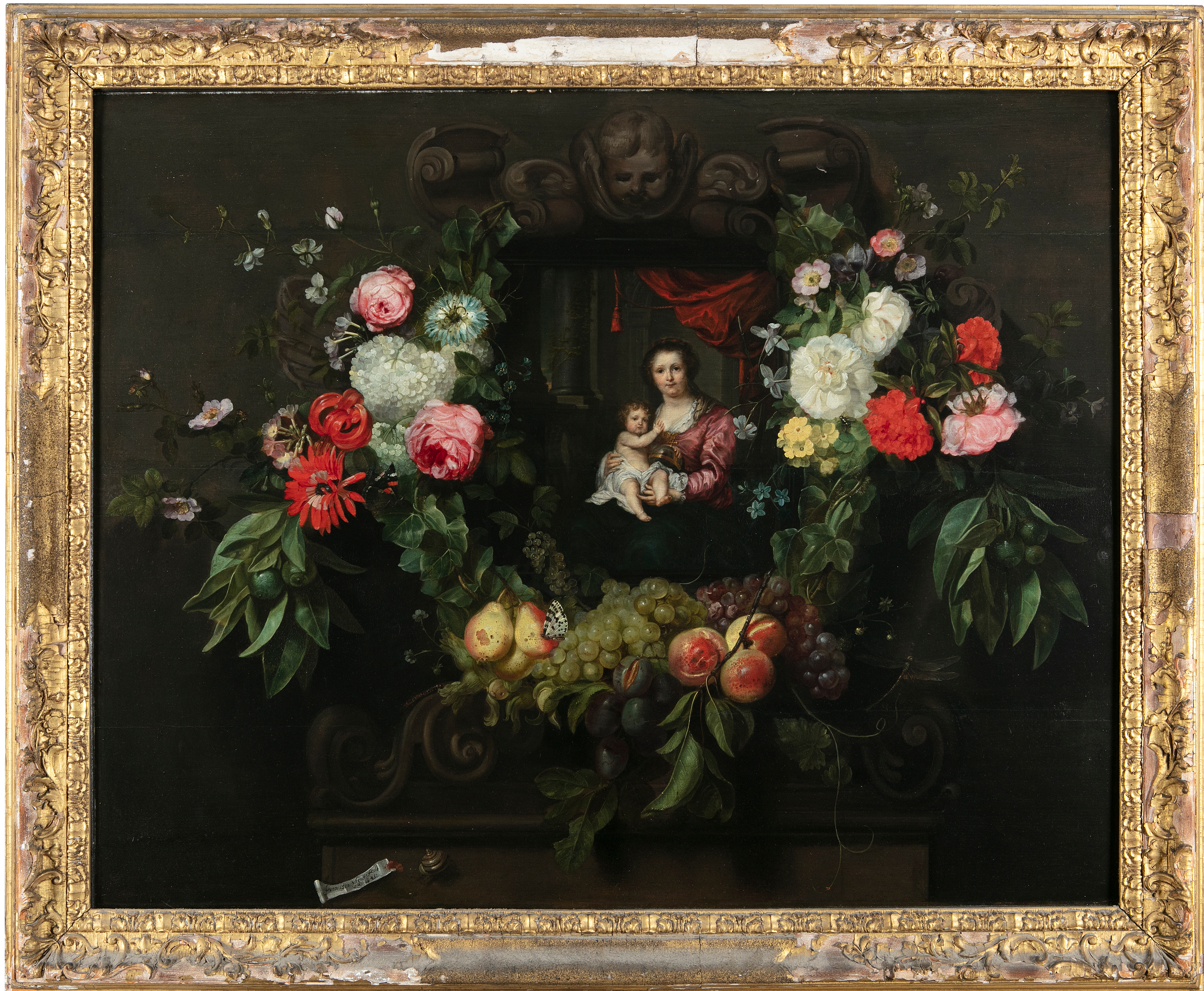
Мадонна с младенцем, частное собрание

### Натюрморты с цветами и фруктами

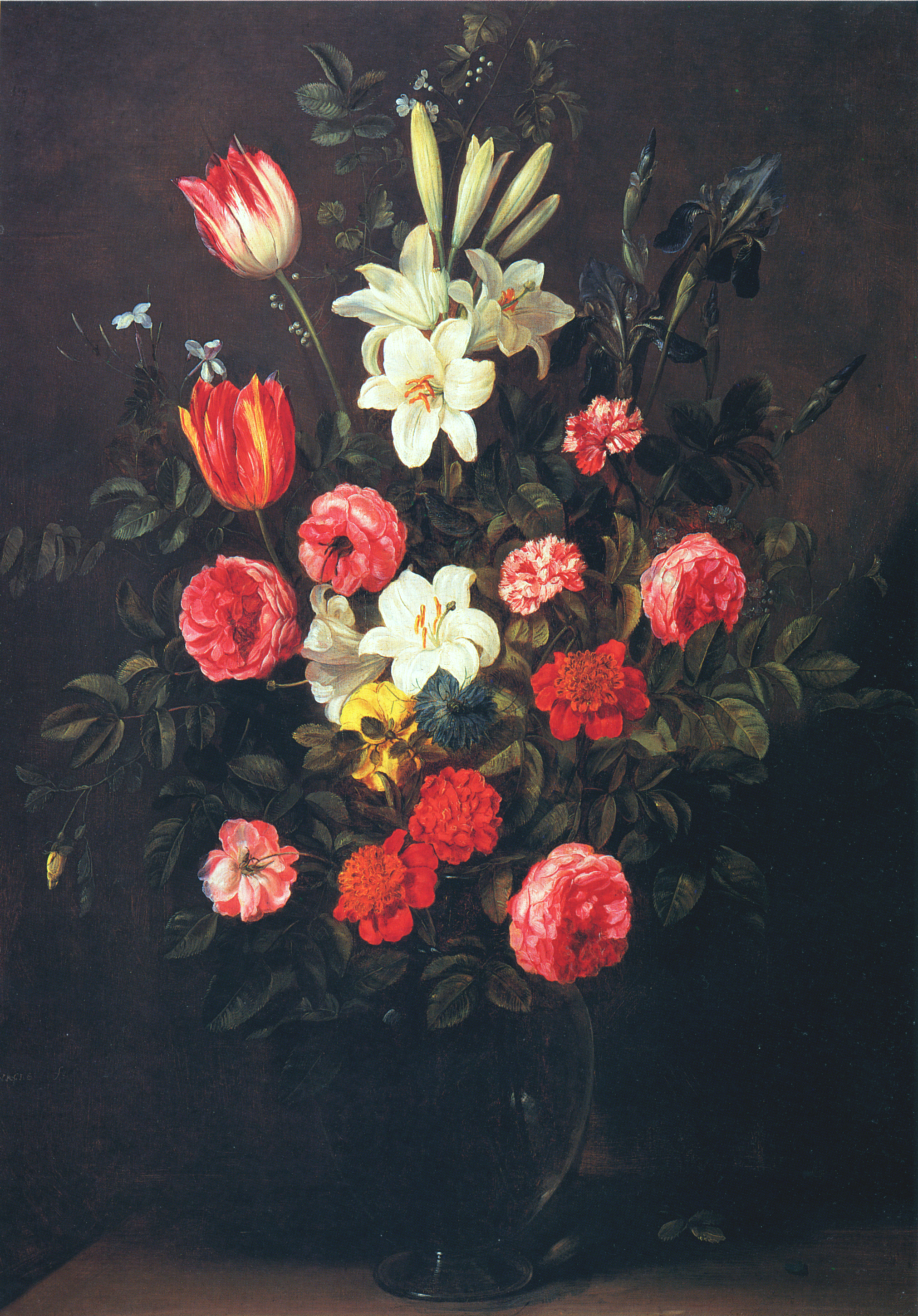
Натюрморт с букетом цветов
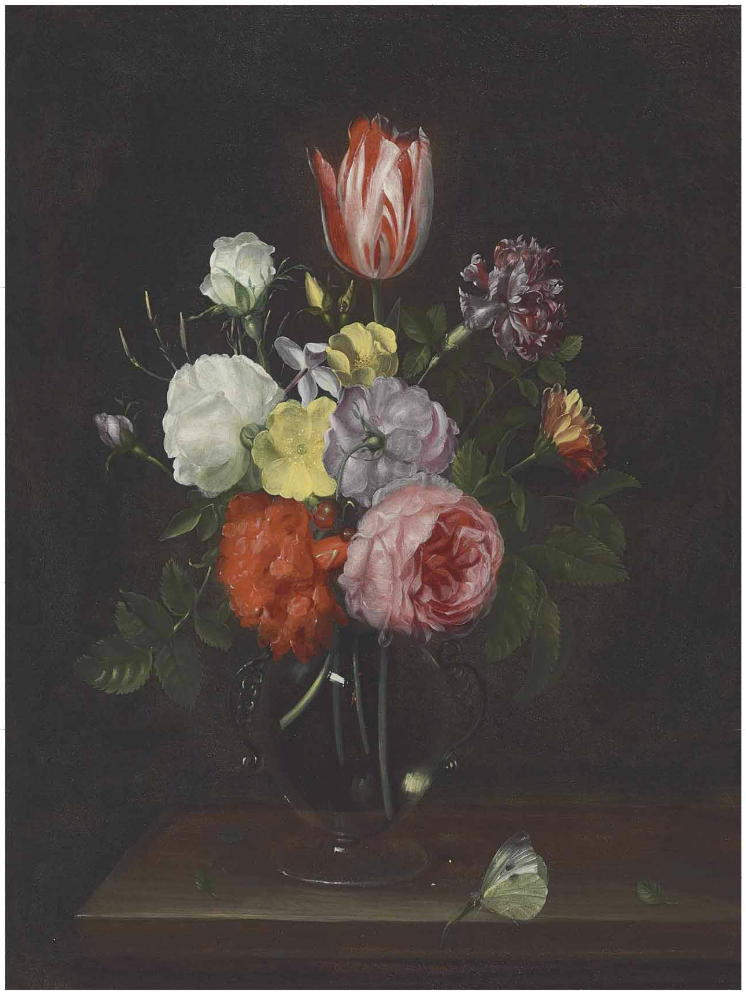
Натюрморт с цветами в стеклянной вазе
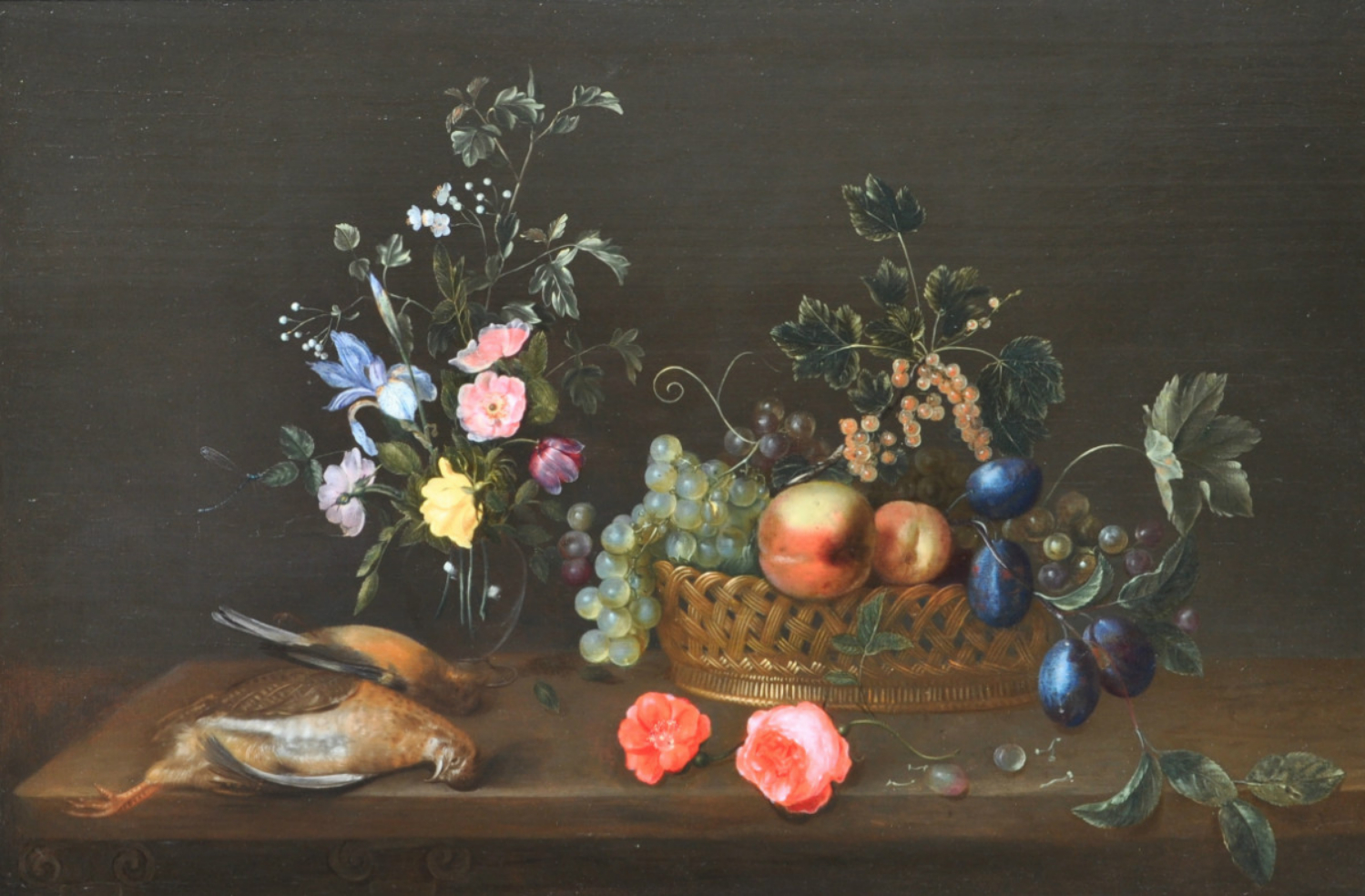
Натюморт с фруктами, цветами и битой дичью
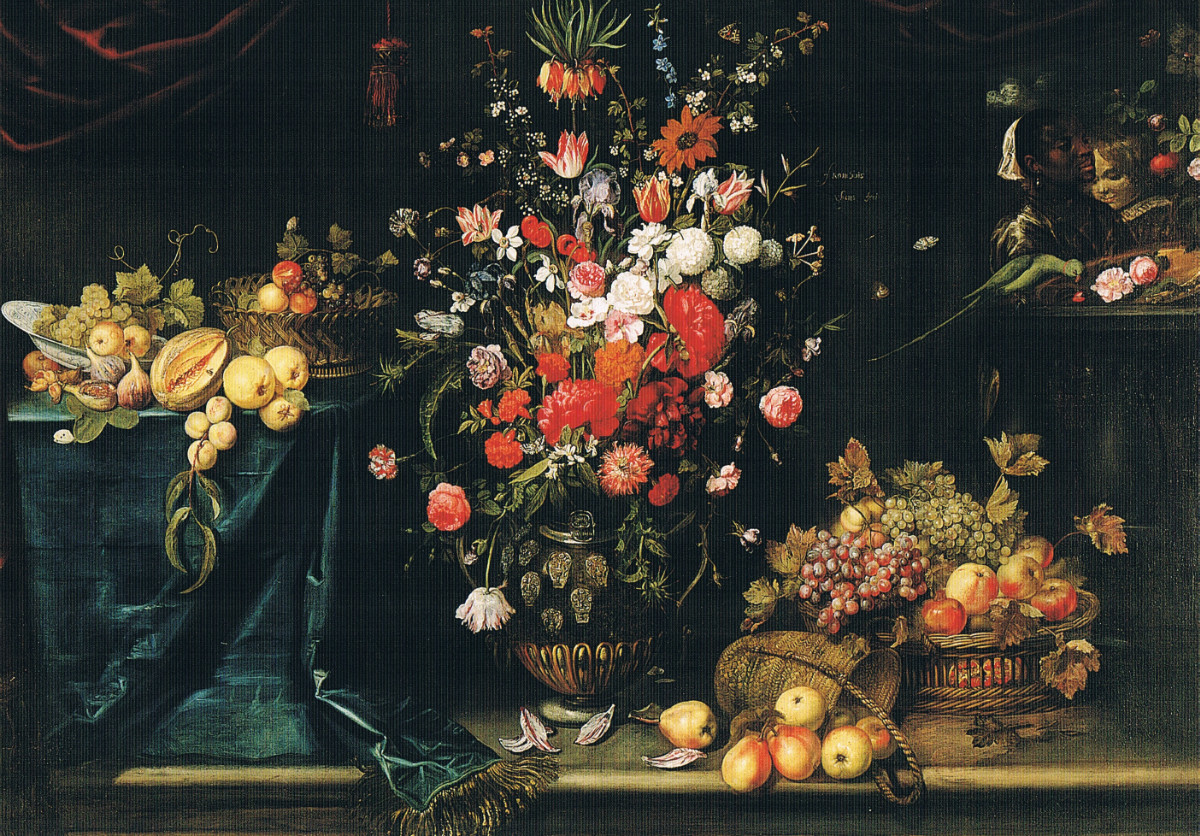
Натюрморт с фруктами и цветами
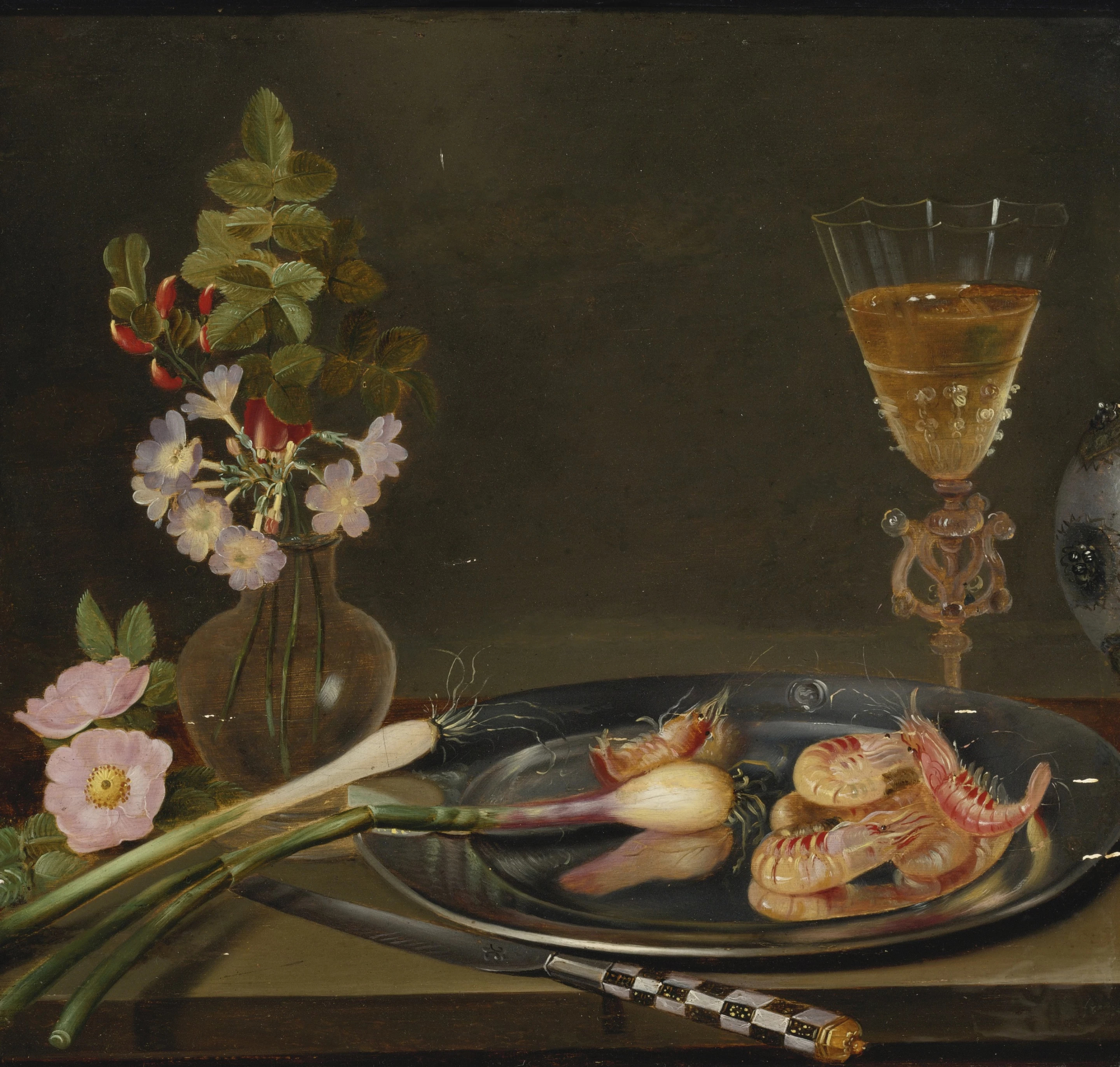
Натюрморт с луком, вином и креветками
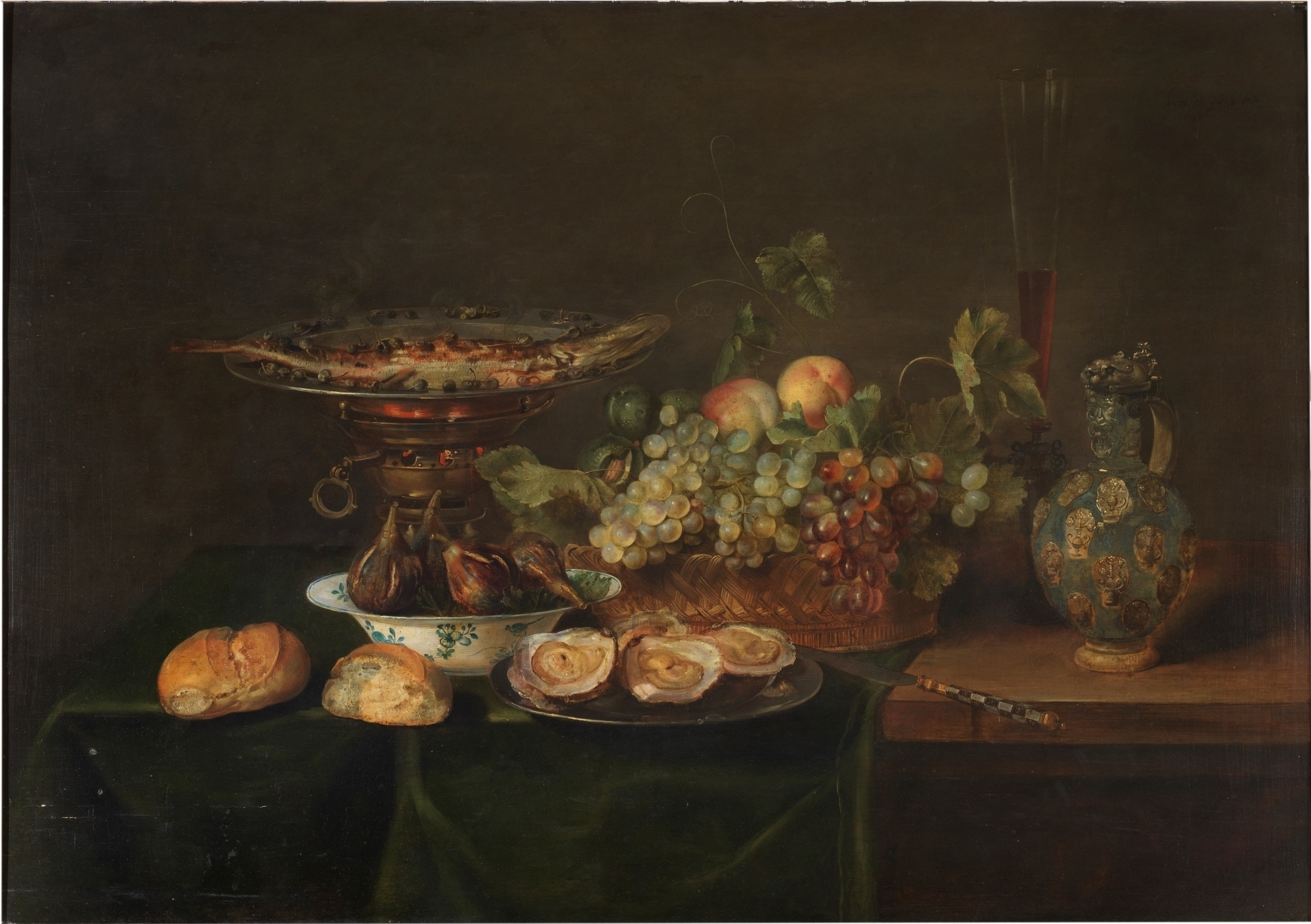
Натюрморт с фруктами, устрицами, рыбой, хлебом и вином. Музей Прадо, Мадрид
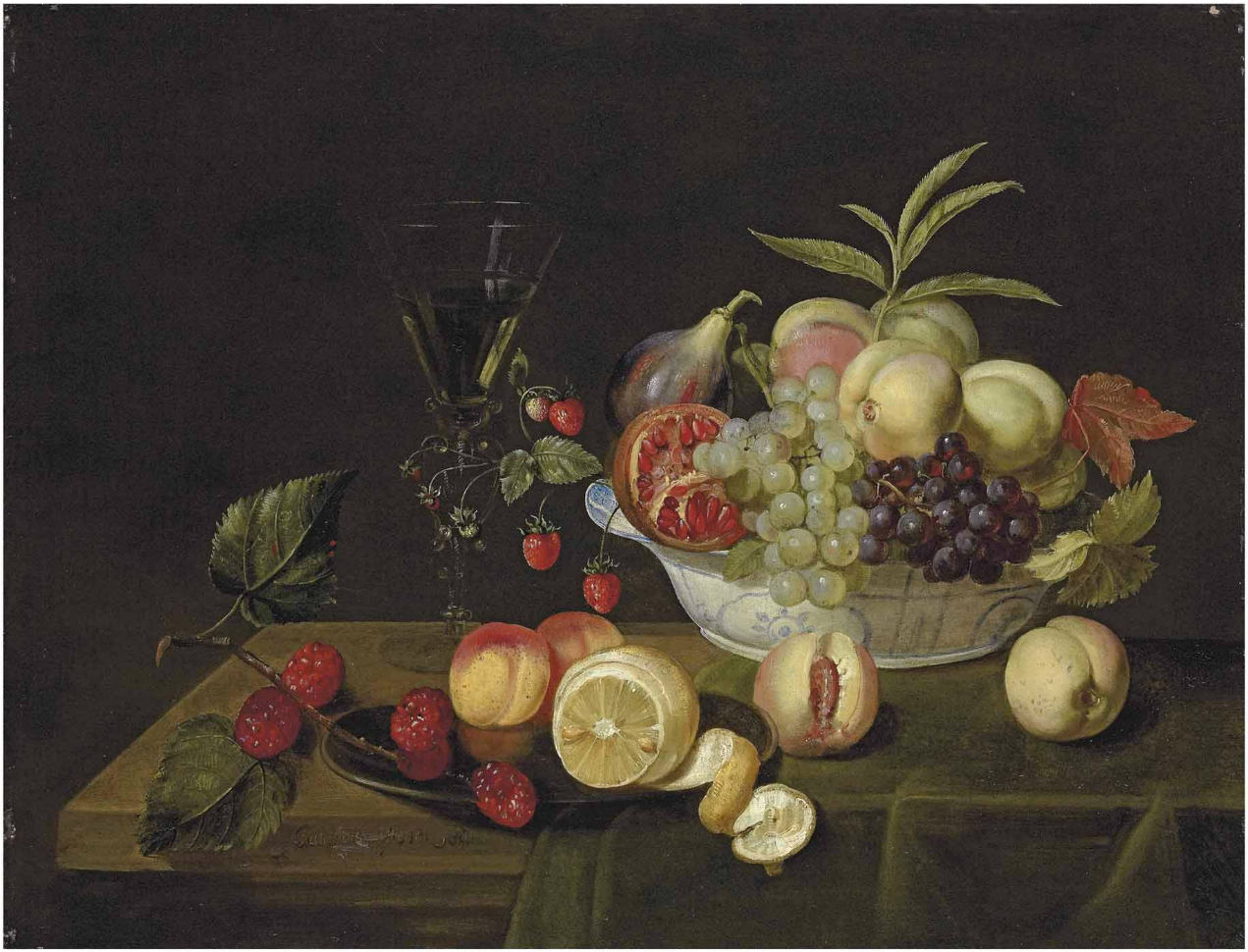
Натюрморт с ягодами, фруктами и вином.
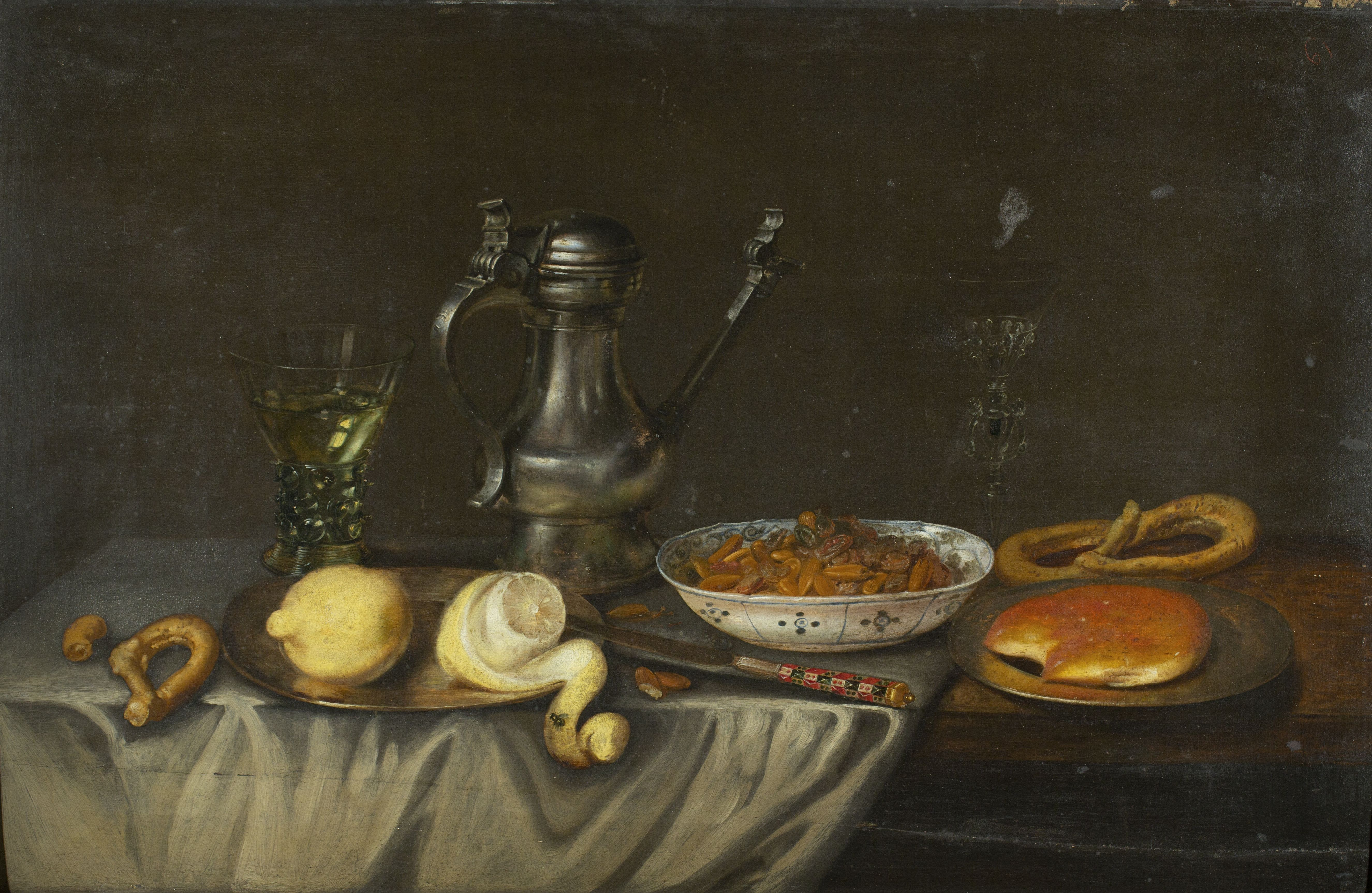
Натюрморт с сухофруктами, лимонами и сладостями, Музей изящных искусств, Гент